# Britt Wadner
Britt Wadner, född 16 januari 1915 i Linköping, död 13 mars 1987 i Båstad, var en svensk piratradiochef.
Britt Wadner föddes i en välbärgad militärfamilj. Hon växte upp på Östermalm i Stockholm och placerades i Franska skolan. Modern Tyra Wadner var känd som grundare av den svenska lottarörelsen. Fadern Martin Wadner blev till sist överste och försvarsområdesbefälhavare i Östergötland. Familjen flyttade vidare till Växjö. Vid 17 års ålder återflyttade hon till Stockholm och tog anställning som kontorist på Postgirot. Efter att ha vunnit en modelltävling medverkade hon i en namnlös roll i en film och i en reklamfilm.
Vid 22 års ålder gifte sig Britt Wadner med den tjugo år äldre Thure Alfe, chef för AB Kinocentralen som var en viktig producent av reklamfilm. I äktenskapet föddes två barn inom loppet av ett par år. Efter ett möte med affärsmannen Tage Enhörning lät hon skilja sig och gifte om sig 1944. Vid ett besök i Båstad följande år upptäckte paret en storslagen villa, Jägersborg, där de flyttade in i maj 1945, medan Britt Wadner väntade sitt tredje barn. Paret skildes några år senare.
Efter att ha varit restaurangägare i Båstad var Wadner kraftigt skuldsatt. 1959 fick hon arbete som annonssäljare för Skånes Radio Mercur, Sveriges första kommersiella radio som startades av Nils-Eric Svensson i Landskrona. Den första sändningen skedde 14 december 1958. Hösten 1961 övertog hon stationen när  Nils-Eric Svensson sålde Skånes Radio Mercur och döpte 1962 om den till Radio Syd. Radiostationens verksamhet drevs från båtarna Cheeta I och Cheeta II mellan 1958 och januari 1966.
1962 infördes piratradiolagen (även kallad "Lex Radio Nord") som förbjöd svenskar att äga radiosändare och där det även förbjöds sändningar från internationellt vatten om de störde Sveriges Radio. Wadner dömdes tre gånger för brott mot lagen och fick sista gången tre månaders fängelse. Straffet avtjänades på kvinnofängelset Anstalten Hinseberg.
1966 flyttade Wadner till Gambia, där hon hade radio- och turistverksamhet och även fick tillstånd att sända från land. Efter hennes död 1987 övertogs verksamheten i Gambia av hennes son och dotter fram till år 2000.
Hon var mormor till Fredric Karén.

## Filmografi
- 1937 – Skicka hem nr. 7